# Maria Goeppert-Mayer
Maria Goeppert-Mayer (1906–1972) là nhà vật lý người Mỹ gốc Đức. Bà đoạt Giải Nobel Vật lý vào năm 1963 cùng với J. Hans D. Jensen nhờ việc đề ra lý thuyết cấu trúc hạt nhân dạng lớp. Đoạt Giải Nobel Vật lý năm đó còn có Eugene Wigner.